# IOS 13
iOS 13 és la tretzena versió principal del sistema operatiu mòbil iOS desenvolupat per Apple per a iPhone, iPod Touch i HomePod. El successor d'iOS 12, es va anunciar a la Worldwide Developers Conference (WWDC) de la companyia el 3 de juny de 2019 i es va publicar el 19 de setembre de 2019. Va ser succeït per iOS 14, llançat el 16 de setembre de 2020.
A partir d'iOS 13, les línies d'iPad executen un sistema operatiu independent, derivat d'iOS, anomenat iPadOS. Tant l'iPadOS 13 com l'iOS 13 deixen de suportar els dispositius amb menys de 2 GB de RAM.

## Visió general
iOS 13 i iPadOS 13 van ser presentats pel vicepresident sènior d'enginyeria de programari Craig Federighi a la conferència de presentació de la WWDC el 3 de juny de 2019.
La primera beta es va posar a disposició dels desenvolupadors registrats després de la presentació. La segona beta es va llançar als desenvolupadors registrats el 18 de juny de 2019, i la primera beta pública es va llançar el 24 de juny de 2019. El llançament inicial d'iOS 13 era la versió 13.0, que es va llançar al públic el 19 de setembre de 2019.

## Característiques del sistema

### Privadesa
iOS 13 canvia el maneig de les dades d'ubicació. Quan una aplicació demana accés a la ubicació, l'usuari tria si concedeix l'accés sempre que utilitzi l'aplicació, mai o només una vegada. L'usuari rebrà sol·licituds similars per accedir a la ubicació en segon pla i quan una aplicació sol·liciti accés a Bluetooth o Wi-Fi (que també es pot utilitzar per al seguiment de la ubicació no consensuat).
A l'agost de 2019, es va informar que a partir de l'abril de 2020, l'API PushKit per a VoIP es limitaria a l'ús del telèfon d'Internet, tancant una "escletxa" que havien estat utilitzades per altres aplicacions per a la recollida de dades en segon pla.

### Interfície d'usuari
Un mode fosc a tot el sistema permet als usuaris habilitar un esquema de color clar sobre fosc per a tota la interfície d'usuari d'iOS i iPadOS, totes les aplicacions natives i aplicacions de tercers compatibles. Es pot activar manualment o configurar-se per canviar automàticament entre els modes clar i fosc en funció de l'hora del dia.
L'indicador de volum es va redissenyar, substituint la superposició més gran i centrada per una barra més fina que es mostra verticalment a prop de les tecles de volum en orientació vertical o a la part superior en horitzontal. La barra també es pot manipular directament.
Els elements de la interfície d'usuari de la targeta d'Apple Music, Apple Podcasts i Apple Books s'han implementat a tot el sistema, sent una opció per a tercers per utilitzar-los a les seves aplicacions.

### Siri
Siri utilitza una veu generada per programari anomenada "Neural TTS", destinada a sonar més natural que les versions anteriors que utilitzen clips de veus humanes. Siri també es va fer més funcional i hi ha disponible un nou control de so. L'aplicació de dreceres de Siri està instal·lada de manera predeterminada. Siri també utilitza HomePod per aprendre i reconèixer veus de diferents persones. També és possible que Siri llegeixi automàticament els missatges entrants en veu alta als AirPods.

### Teclat
El teclat virtual QuickType inclou QuickPath, que permet a l'usuari passar el dit pel teclat per completar paraules i frases. Anteriorment, aquesta funcionalitat estava disponible exclusivament mitjançant aplicacions de teclat de tercers com ara SwiftKey, Adaptxt, Gboard o Swype. Els adhesius d'emoji s'han inclòs al teclat d'emoji i es poden utilitzar allà on hi hagi emoji normal.

### Ampliador de vida útil de la bateria
Similar a molts ordinadors portàtils, iOS 13 té una funció per limitar el percentatge de càrrega de la bateria al 80%.
Mantenir el percentatge de la bateria més centrat en lloc de les càrregues i descàrregues completes redueix la tensió sobre la bateria. Això redueix l'envelliment de la bateria de ions de liti i allarga la seva vida útil.

### Hàptics
iOS 13 va introduir un nou marc Core Haptics. Abans d'iOS 13, les aplicacions només podien proporcionar els patrons hàptics predeterminats. Core Haptics ofereix als desenvolupadors un control més detallat sobre el Taptic Engine de l'iPhone, inclòs l'àudio sincronitzat, que permet que les aplicacions proporcionin comentaris hàptics i d'àudio personalitzats. Aquesta funció només està disponible a l'iPhone 8 o posterior. Tampoc és compatible amb l'iPod Touch a causa de la manca d'un motor hàptic en aquests dispositius.